# Persona di Cristo

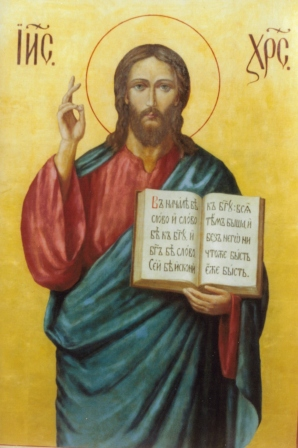
Icona di Cristo dipinta dall'artista Nicholas Morosoff nel 1935

In cristologia, la Persona di Cristo si riferisce allo studio della natura umana e di quella divina di Gesù Cristo come coesistenti in un'unica persona. Tale dottrina è nota come unione ipostatica e diofisismo, e non è professata dalle confessioni che non riconoscono la Trinità.
Non vi sono discussioni dirette o specifiche nel Nuovo Testamento in merito alla doppia natura della Persona di Cristo come unitamente divina e umana. Di conseguenza, sin dai primi tempi del cristianesimo i teologi hanno dibattuto i vari approcci alla comprensione di queste nature.
Storicamente, secondo il pensiero della Scuola Catechetica di Alessandria (basata sul Vangelo di Giovanni) Gesù Cristo è il Logos eterno che già possiede unità col Padre prima dell'atto dell'Incarnazione. In contrasto, la Scuola di Antiochia afferma che Cristo è una singola persona umana unificata a parte dalla sua relazione col divino.
Le convinzioni di queste scuole possono essere riassunte come segue:
- Alessandria: il Logos assume una natura umana generica.
- Antiochia: il Logos assume un essere umano specifico.

Tuttavia, dopo il Primo Concilio di Nicea nel 325, il Logos e la seconda persona della Trinità vennero usati intercambiabilmente.

## Storia
A partire dal II secolo, gli approcci cristologici per definire la Persona di Cristo e come gli elementi umani e divini interagiscono e interrelazionano, produssero dibattiti tra i vari gruppi cristiani e crearono degli scismi.
Nel periodo immediatamente successivo all'Età Apostolica, credenze specifiche quali l'arianesimo e il docetismo (opposti l'uno all'altro) vennero criticate e infine abbandonate. L'arianesimo che vedeva Gesù primariamente come un comune mortale, venne considerato in un primo tempo come eretico nel 325, poi scagionato nel 335 e, infine, nuovamente condannato come eretico al Concilio di Costantinopoli del 381. All'altra estremità dello spettro, il docetismo sosteneva che il corpo fisico di Gesù fosse un'illusione e che fosse solo un essere spirituale. Gli insegnamenti docetici furono attaccati da Ignazio di Antiochia e furono poi abbandonati dai cristiani protoortodossi.

### I Concili
Il Primo Concilio di Efeso del 431 discusse una quantità di opinioni che riguardavano la Persona di Cristo. Il Concilio fu convenuto da Cirillo d'Alessandria su richiesta di Papa Celestino I che era contrariato da Nestorio, il quale precedentemente era stato un predicatore ad Antiochia e sosteneva che la Persona di Cristo possedesse una natura umana dissociata da quella divina. Il Concilio dibatté anche le dottrine del monofisismo (cioè che la Persona di Cristo ha una sola natura) contro il miafisismo (cioè che la Persona di Cristo ha due nature unite in una). Il Concilio rigettò il nestorianesimo (cioè che la Persona di Cristo avesse due nature disgiunte) e adottò l‘Unione ipostatica, cioè due nature coesistenti nella Persona di Cristo. Il linguaggio usato nella dichiarazione del 431 venne ulteriormente raffinato al Concilio di Calcedonia del 451.
Il Concilio di Calcedonia approvò l‘Unione ipostatica, affermando che la natura umana e quella divina coesistono nella Persona di Cristo, tuttavia ognuna è distinta e completa. Tuttavia il credo di Calcedonia non venne accettato da tutti i cristiani. A tutt'oggi, il cattolicesimo, la Chiesa ortodossa, l'anglicanesimo, il luteranesimo e il calvinismo aderiscono al Credo di Calcedonia, mentre molte branche della cristianità orientale, come la Chiesa ortodossa siriaca, la Chiesa ortodossa copta, la Chiesa ortodossa etiopica e la Chiesa apostolica armena lo rifiutano. La Chiesa assira d'Oriente, che non è una delle Chiese ortodosse orientali, l'accetta.
Il Terzo Concilio di Costantinopoli del 680 sostenne che in Gesù esistono sia la volontà divina che quella umana, con la volontà divina che ha precedenza e guida quella umana.
Poiché Agostino d'Ippona morì nel 430, non partecipò al Concilio di Efeso nel 431 o a quello di Calcedonia nel 451, ma le sue idee ebbero un certo impatto su entrambi i concili. D'altra parte, l'altra principale figura teologica del Medioevo, Tommaso d'Aquino, ebbe molto da dire sulla Persona di Cristo. In particolare a riguardo degli attributi dell'unione delle nature di Cristo (come nel Communicatio idiomatum) Tommaso concluse che l'unione del divino e dell'umano nella Persona di Cristo viene ottenuta in una maniera per cui ciascuna mantiene i suoi propri attributi.
Giovanni Calvino affermava che non esisteva elemento umano nella Persona di Cristo che potesse essere separato dalla persona del  Verbo. Calvino sottolineava inoltre l'importanza dell'"Opera di Cristo" per qualsiasi tentativo di capire la Persona di Cristo e ammoniva di non ignorare le opere di Gesù nel corso del suo ministero.
Lo studio della Persona di Cristo è continuato fino ai giorni nostri, con teologi moderni come Karl Rahner e Hans Urs von Balthasar. Rahner ha enfatizzato la coincidenza tra la Persona di Cristo e la Parola di Dio, facendo riferimento a Marco 8:38 e Luca 9:26 che affermano che chiunque si vergogna delle parole di Gesù si vergogna del Signore stesso. Balthasar sostiene che l'unione in Cristo della natura umana con la divina si è realizzata non con un "assorbimento" degli attributi umani ma con la loro "assunzione". Quindi secondo la sua concezione, la natura divina di Cristo non venne influenzata dagli attributi umani e rimase sempre divina.